# Liz Truss

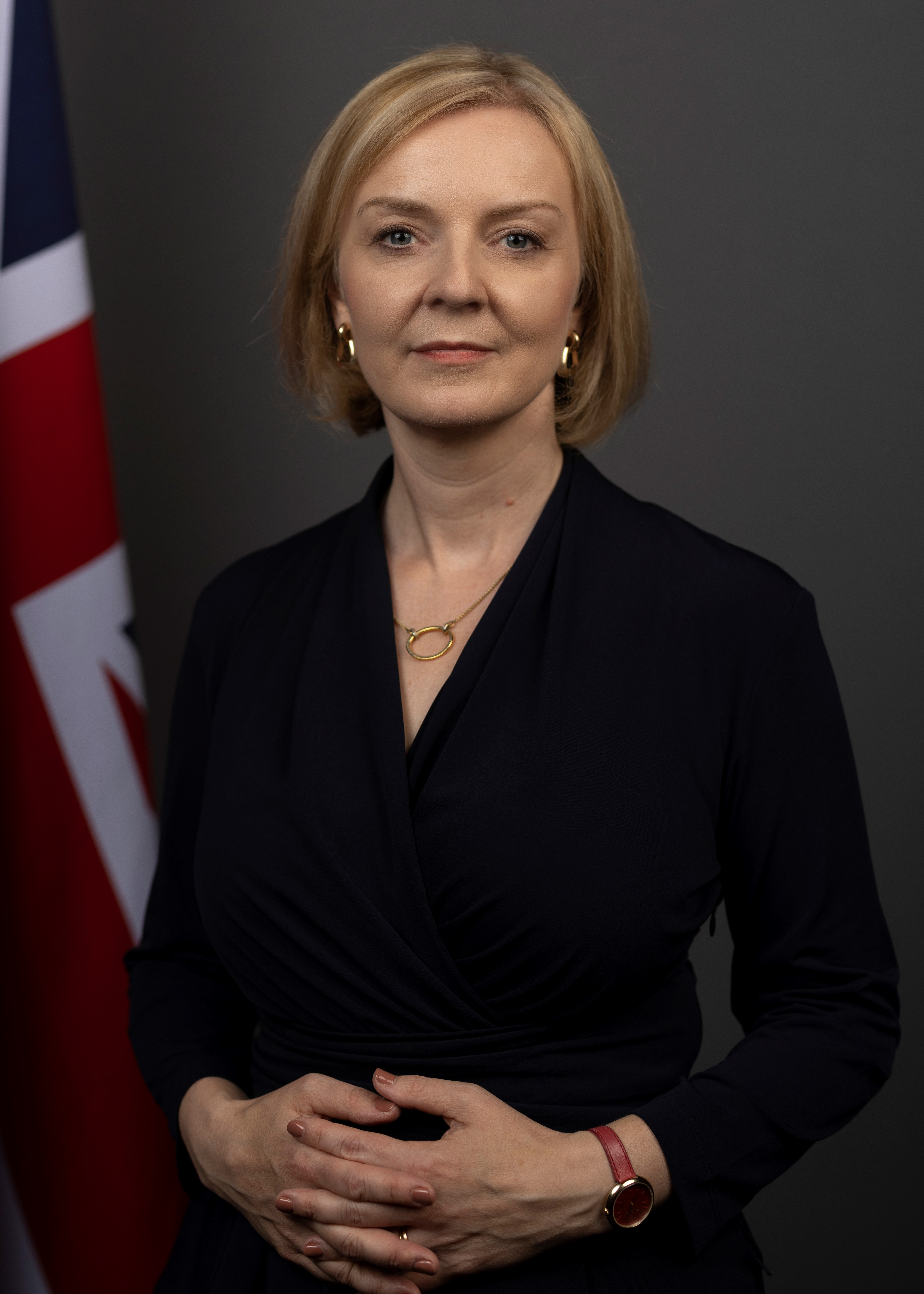
Elizabeth „Liz“ Truss (2022)

Mary Elizabeth „Liz“ Truss (* 26. Juli 1975 in Oxford) ist eine britische Politikerin der Conservative Party. Vom 6. September bis 24. Oktober 2022 war sie Premierministerin des Vereinigten Königreichs und Parteivorsitzende der Conservative Party. In beiden Ämtern war sie Nachfolgerin von Boris Johnson. Mit 49 Tagen hatte sie die kürzeste Amtszeit als Premier in der britischen Geschichte und war die letzte, die von Königin Elisabeth II. ernannt wurde.
Truss war von 2016 bis 2017 Justizministerin und Lord Chancellor, anschließend bis 2019 Chief Secretary to the Treasury (Staatssekretärin im Schatzamt). Von 2019 bis 2022 war sie Ministerin für Frauen und Gleichstellung und zusätzlich von 2019 bis 2021 Handelsministerin sowie vom 15. September 2021 bis zum 6. September 2022 Außenministerin des Vereinigten Königreichs.

## Herkunft, Ausbildung und Beruf
Liz Truss ist die Tochter einer Krankenschwester und eines Mathematikprofessors. Beide Eltern stehen politisch links, die Mutter war in der Friedensbewegung Campaign for Nuclear Disarmament aktiv und bewarb sich 2003 erfolglos für die Liberaldemokraten bei den Kommunalwahlen. Truss hat drei Brüder. Sie wuchs in Paisley, Schottland, und Leeds auf, wo sie ihren Schulabschluss an der staatlichen Gesamtschule Roundhay machte. Während ihrer Schulzeit absolvierte Truss im Sommer 1993 u. a. einen Schüleraustausch mit Volkach in Unterfranken und spricht aus dieser Zeit Deutsch.
1993 nahm sie ein Studium der Philosophie, Politik und Ökonomie am Merton College der University of Oxford auf, das sie 1996 mit einem BA abschloss. Sie war Vorsitzende der liberaldemokratischen Hochschulgruppe in Oxford und Vorstandsmitglied der Liberal Democrat Youth and Students. In dieser Zeit vertrat sie eher linke politische Ansichten und sprach sich beispielsweise auf der Parteikonferenz der Liberal Democrats 1994 für die Abschaffung der Monarchie aus und befürwortete die Legalisierung von Cannabis. Sie nahm an Veranstaltungen der „Hayek Society“ teil, die die wirtschaftsliberalen Ideen des österreichischen Ökonomen Friedrich August von Hayek propagierte, die Margaret Thatchers Politik wesentlich beeinflusst hatten. Im Jahr ihres Abschlusses 1996 wechselte sie zur Konservativen Partei. Einige ihrer damaligen politischen Weggefährten sahen dies später als natürliche Weiterentwicklung an. Truss sei immer eine überzeugte Wirtschaftsliberale gewesen und sei immer skeptisch gegenüber einem großen Staatsapparat („Big Government“) und einer überbordenden, regulierenden staatlichen Bürokratie gewesen.
Sie arbeitete als Ökonomin im Rechnungswesen bei Shell, dann bei Cable & Wireless. Anfang 2008 wurde sie stellvertretende Vorsitzende des Think-Tanks Reform.

## Politische Karriere
Nach ihrem Wechsel von den Liberaldemokraten hatte Truss zunächst einige Mühe, eingefleischte Konservative zu überzeugen, dass sie nun eine der ihrigen sei. Nach zwei erfolglosen Kandidaturen in den Labour-dominierten Wahlkreisen Hemsworth bei der Unterhauswahl 2001 und Calder Valley bei der Unterhauswahl 2005 in Yorkshire wurde sie auch mit der Unterstützung des damaligen konservativen Parteivorsitzenden David Cameron bei der Unterhauswahl 2010 im als sicher konservativ geltenden Wahlkreis South West Norfolk als Nachfolgerin des nicht mehr kandidierenden Christopher Fraser aufgestellt und gewann dort das Mandat mit 48,3 Prozent der Stimmen. Sie hat es seither mit wachsendem Vorsprung verteidigt, letztmals bei der Unterhauswahl 2019 mit 69 Prozent. Als Hinterbänklerin verlangte sie Reformen in verschiedenen politischen Bereichen, darunter Kinderbetreuung, mathematische Ausbildung und Ökonomie. Sie gründete die Free Enterprise Group of Conservative MPs (Gruppe Freies Unternehmertum konservativer Abgeordneter) und beteiligte sich an einigen Abhandlungen und Büchern, u. a. After the Coalition (2011). In Britannia Unchained (2012) trat sie für die Deregulierung der Wirtschaft ein. Sie forderte, durch Flexibilisierung des Arbeitsmarktes nach dem Vorbild der in Deutschland von der Regierung Schröder eingeführten Reformen Modelle für geringfügige Beschäftigung mit niedrigen Sozialabgaben zu schaffen. Ihre wirtschaftspolitischen Überzeugungen spiegeln sich in häufigen Besuchen von Veranstaltungen der einflussreichen marktliberalen Denkfabrik Institute of Economic Affairs.

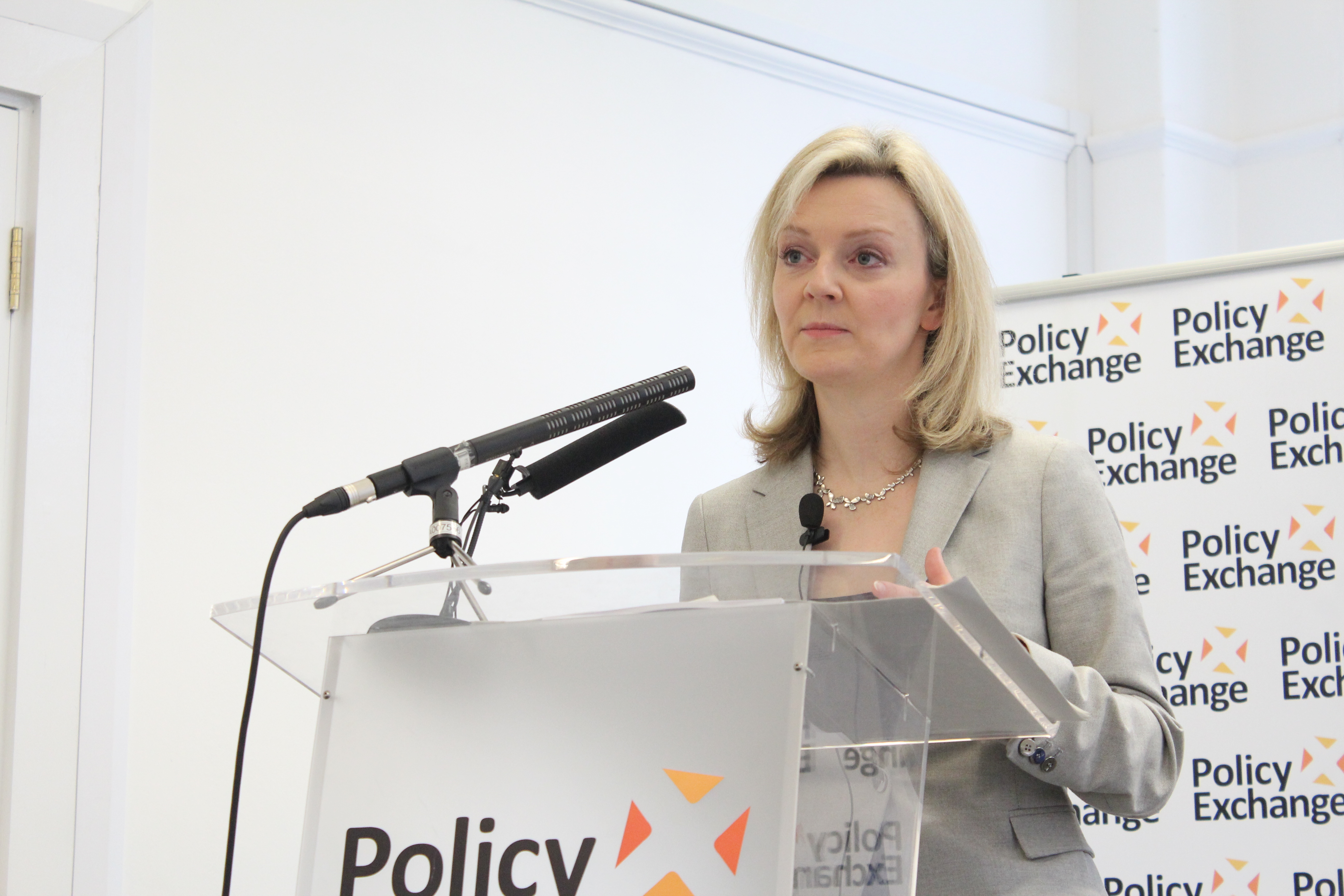
Liz Truss als Ministerin für Erziehung (2013)

In einer Veröffentlichung über „Schulisches Anspruchsniveau und soziale Mobilität“ vertrat sie die These, die Einführung von weniger selektiven Gesamtschulen (comprehensive schools) anstelle von Schulen mit Aufnahmetests (grammar schools) habe Kinder aus unteren Schichten benachteiligt, da sie deren Zugang zu anspruchsvollen Schulfächern mit besseren Karrierechancen verschlechtert habe. Die auf einer Studie der London School of Economics aus dem Jahr 2005 beruhende These, die alten (den deutschen Gymnasien vergleichbaren) grammar schools hätten begabten Kindern aus der Unterschicht bessere Chancen zum „Aufstieg durch Bildung“ geboten, wurde in der englischen Presse breit diskutiert und auch kritisiert. Dabei wurden ihre teilweise negativen Aussagen über die Schule, die sie selbst in Leeds besucht hatte, in Frage gestellt. Gesellschaftspolitisch stellte sie sich gegen einen Staat, der als „nanny state“ mit Vorschriften und Lenkungsinstrumenten in das Leben der Bürger einzugreifen versuche. Dies sei das Grundmotiv ihres Wechsels zur konservativen Partei.
Im Kabinett Cameron I war Truss von 2012 bis 2014 Parliamentary Under-Secretary of State im Bildungsministerium mit Verantwortung für Ausbildung und Kinderbetreuung. Von 2014 bis 2016 war sie Ministerin für Umwelt, Ernährung und ländlichen Raum. In der Kampagne zum EU-Mitgliedschaftsreferendum im Vereinigten Königreich kämpfte sie im „Remain“-Lager gegen den Austritt des Vereinigten Königreichs aus der Europäischen Union. Sie befürchtete, der Anstieg an bürokratischen Hürden für den Export in die EU werde die britische Wirtschaft belasten. Nach dem Sieg des Austritt-Lagers am 23. Juni 2016 änderte sie ihre Haltung und ist seither strikte Brexit-Befürworterin. Den Brexit bezeichnete sie als eine Chance, die Verhältnisse in Britannien grundlegend neu zu ordnen. Die nachfolgende Premierministerin Theresa May machte sie am 14. Juli 2016 zur Justizministerin und Lordkanzlerin als Nachfolgerin von Michael Gove. In der tausendjährigen Geschichte der Lordkanzlerschaft war sie die erste Frau auf dieser Position. Nachdem der Oberste Gerichtshof des Vereinigten Königreichs im November 2016 geurteilt hatte, dass nicht die Regierung alleine den Brexit veranlassen könne, sondern dass das Parlament dabei ein Mitspracherecht haben müsse, entlud sich eine Welle der Kritik von Seiten der Brexit-Befürworter über das Oberste Gericht. Der zuständigen Ministerin Truss wurde danach aus Justizkreisen der Vorwurf gemacht, die Unabhängigkeit und Integrität des Gerichts in der Öffentlichkeit nicht genügend verteidigt zu haben.
Bei der Kabinettsumbildung nach der Unterhauswahl 2017 wechselte sie in Mays zweitem Kabinett als Staatssekretärin in das Schatzamt. Im Juli 2019 übernahm Robert Buckland das Amt des Lordkanzlers. Der neue Premierminister Boris Johnson ernannte Truss am 24. Juli 2019 zur Ministerin für internationalen Handel und Vorsitzenden des Board of Trade. Nach dem Rücktritt von Amber Rudd übernahm Truss am 10. September 2019 zusätzlich die Ressortverantwortung für das Ministerium für Frauen und Gleichstellung.

### Als Außenministerin (2021–2022)
Bei der Kabinettsumbildung im September 2021 wechselte Truss ins Außenministerium, wodurch sie als größte Aufsteigerin der Umgestaltung galt. Nach dem Rücktritt des Ministers für die „Koordination der Beziehungen zu den EU-Institutionen und den 27 Mitgliedstaaten“ David Frost übernahm sie auch dessen Aufgabenbereich, unterstützt von dem zum Staatsminister für Europa ernannten Christopher Heaton-Harris.
Im Ukrainekonflikt, der 2022 weiter eskalierte, trat Truss als harte Gegenspielerin zum russischen Präsidenten Wladimir Putin auf und äußerte, dass Russland und China „die Diktatur rund um die Welt wie eine Dienstleistung exportieren“ würden. Bei einem Treffen mit Russlands Außenminister Sergei Lawrow am 10. Februar 2022, dem ersten Besuch eines britischen Außenministers in Moskau seit über vier Jahren, versicherte ihr dieser, Russland habe „keine Pläne zur Invasion in die Ukraine“. Truss kritisierte deutlich den russischen Truppenaufmarsch entlang der ukrainischen Grenze als einen Versuch, die Ukraine zu bedrohen, und forderte Russland zur Deeskalation und zum Truppenabzug auf.

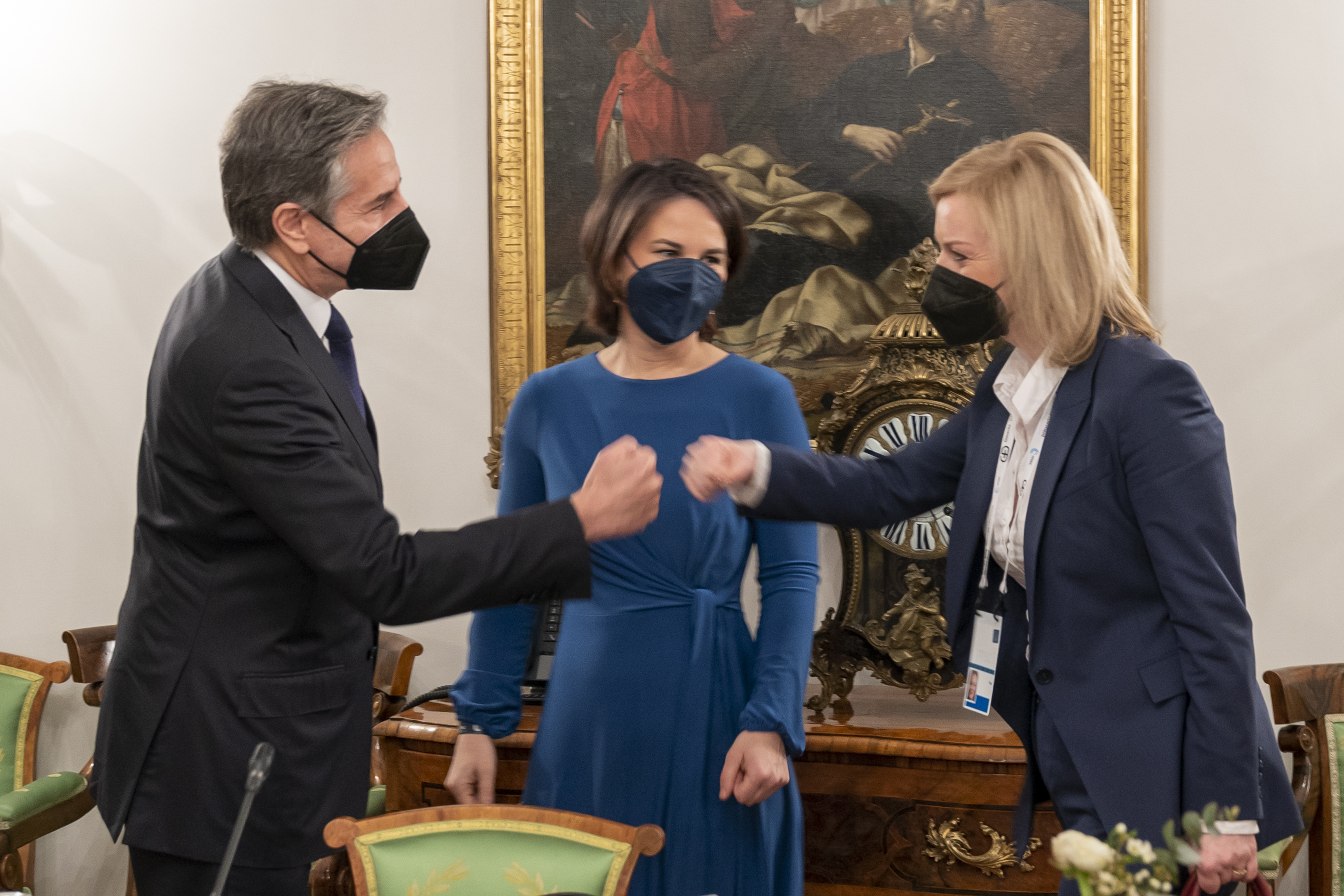
Liz Truss als Außenministerin mit US-Außenminister Antony Blinken und Bundesaußenministerin Annalena Baerbock am 18. Februar 2022

Nach Beginn des russischen Einmarschs in die Ukraine am 24. Februar 2022 positionierte sich Truss als scharfe Kritikerin der russischen Politik. Sie forderte mehrfach die Zurückdrängung Russlands aus der gesamten Ukraine, einschließlich des Donbas und der Krim und warnte vor einer Appeasement-Politik gegenüber Wladimir Putins Russland. Sie äußerte Verständnis für Freiwillige aus dem Vereinigten Königreich, die an ukrainischer Seite gegen die russischen Invasoren kämpfen wollten, und bezeichnete dies als eine individuelle Entscheidung. Hierin stieß sie allerdings auf deutliche Kritik, auch aus der Konservativen Partei. Kritiker warfen ihr vor, mit ihrer „kriegerischen“ Rhetorik den Konflikt anzuheizen und die Kompromissbereitschaft bei den Kriegsparteien zu schwächen. Truss drohte russischen Oligarchen mit Sanktionen und erwog öffentlich die Beschlagnahmung von deren Eigentum im Vereinigten Königreich, um es an Opfer der russischen Aggression weiterzugeben. Sie sprach sich gegen eine direkte Beteiligung von britischen Truppen in der Ukraine aus, unterstützte aber ansonsten Waffenlieferungen an die Ukraine, einschließlich der Lieferung von Kampfflugzeugen.

### Kandidatin für den Parteivorsitz der Konservativen Partei und die Wahl zur Premierministerin
Nach dem angekündigten Rücktritt von Premierminister Boris Johnson vom Vorsitz der Konservativen Partei und Premierministeramt wurden bis zum Stichtag 12. Juli 2022 insgesamt acht Nachfolgekandidaten und -kandidatinnen durch mindestens 20 konservative Unterhausabgeordnete nominiert. Eine davon war Liz Truss, die am 10. Juli 2022 ihren Willen zur Kandidatur erklärt hatte. Bei den darauf folgenden sukzessiven Abstimmungen über den Parteivorsitz, bei denen in jeder Abstimmungsrunde die Letztplatzierten aus dem Rennen eliminiert wurden, schaffte es Liz Truss, obwohl sie stimmenmäßig lange hinter ihrer Mitbewerberin Penny Mordaunt lag, bis in die Endrunde. Die Parteimitglieder der Konservativen Partei mussten sich in einer Urwahl zwischen Truss und dem ehemaligen Schatzkanzler Rishi Sunak als künftigem konservativem Parteivorsitzenden entscheiden. Nachdem Johnson für seinen Sturz Sunak verantwortlich gemacht hatte, konnte sich Truss erfolgreich als loyale und legitime Nachfolgerin Johnsons präsentieren.
Die Urwahl wurde vom 1. August 2022 bis zum 2. September 2022 angesetzt. Das Ergebnis der Stimmenauszählung wurde am 5. September 2022 bekanntgegeben. Truss erhielt 81.326 Stimmen (57,4 %) und Sunak 60.399 (42,6 %).

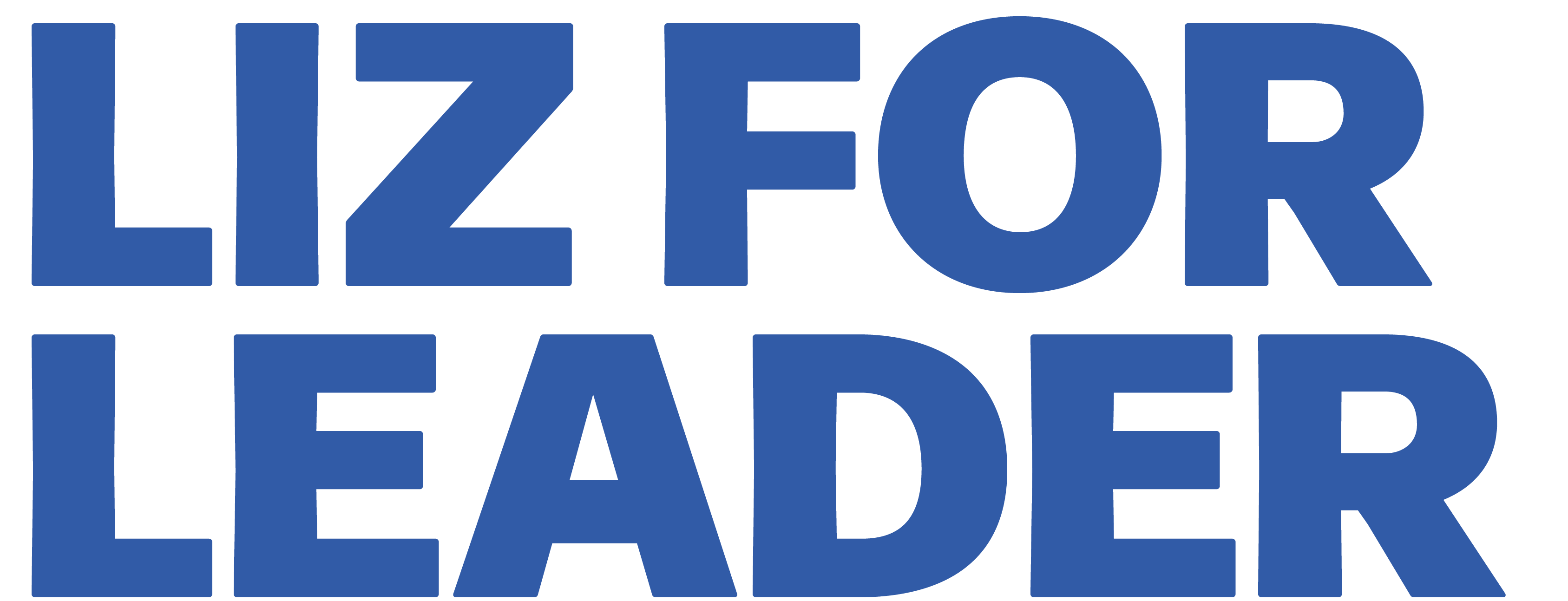
Kampagnenlogo für Truss’ Kandidatur für den Parteivorsitz

| Kandidat         | Abstimmungsrunden zur Wahl des Parteivorsitzenden | Abstimmungsrunden zur Wahl des Parteivorsitzenden | Abstimmungsrunden zur Wahl des Parteivorsitzenden | Abstimmungsrunden zur Wahl des Parteivorsitzenden | Abstimmungsrunden zur Wahl des Parteivorsitzenden |
| Kandidat         | 13. Juli 2022                                     | 14. Juli 2022                                     | 18. Juli 2022                                     | 19. Juli 2022                                     | 20. Juli 2022                                     |
| ---------------- | ------------------------------------------------- | ------------------------------------------------- | ------------------------------------------------- | ------------------------------------------------- | ------------------------------------------------- |
| Rishi Sunak      | 88                                                | 101                                               | 115                                               | 118                                               | 137                                               |
| Liz Truss        | 50                                                | 64                                                | 71                                                | 86                                                | 113                                               |
| Penny Mordaunt   | 76                                                | 83                                                | 82                                                | 92                                                | 105                                               |
| Kemi Badenoch    | 40                                                | 49                                                | 58                                                | 59                                                | –                                                 |
| Tom Tugendhat    | 37                                                | 32                                                | 31                                                | –                                                 | –                                                 |
| Suella Braverman | 32                                                | 27                                                | –                                                 | –                                                 | –                                                 |
| Nadhim Zahawi    | 25                                                | –                                                 | –                                                 | –                                                 | –                                                 |
| Jeremy Hunt      | 18                                                | –                                                 | –                                                 | –                                                 | –                                                 |
| Stimmen gesamt   | 366                                               | 356                                               | 357                                               | 355                                               | 355                                               |

### Als Premierministerin (2022)
In einer ihrer ersten Maßnahmen als Premierministerin beschloss Truss am 8. September 2022, die infolge der Sanktionen gegen Russland gestiegenen Strom- und Heizkosten über zwei Jahre auf 2500 Pfund pro Jahr pro Privathaushalt festzuschreiben. Ihren Angaben zufolge sollte die 150 Milliarden Pfund teure Maßnahme jeden Privathaushalt davor schützen, um 1000 Pfund gestiegene Strom- und Heizrechnungen zu erhalten. Am selben Tag verlas sie anlässlich des Todes von Königin Elisabeth II., die Truss noch zwei Tage zuvor auf Balmoral Castle zur Premierministerin ernannt hatte, eine Stellungnahme, in der sie stellvertretend für die Bevölkerung Trauer bekundete und Unterstützung für das neue Staatsoberhaupt, König Charles III., einforderte.
Truss verhinderte durch ihren Einspruch eine von König Charles geplante Teilnahme an der UN-Klimakonferenz in Scharm asch-Schaich. Im September 2022 hob die Regierung Truss das Fracking-Verbot auf. Zudem stellte sie Pläne für Steuersenkungen und eine höhere Schuldenaufnahme vor mit dem Ziel, die Wirtschaft zu stützen. Diese der Idee der Trickle-down-Ökonomie verpflichtete Steuerreform wäre in erster Linie Wohlhabenden und Unternehmen zugutegekommen. Eine ausreichende Gegenfinanzierung war nicht vorgesehen, vielmehr sollten die Steuersenkungen durch eine zusätzliche Staatsverschuldung ermöglicht werden. Truss erhoffte sich von dieser geplanten Entlastung von Unternehmen und Wohlhabenden ein starkes Wirtschaftswachstum, von dem dann auch der Rest der Gesellschaft profitieren sollte.
Dieser Schritt erwies sich als Zäsur, die das Ende der Regierung Truss einleitete. Die Mehrheit der Wirtschaftsexperten kritisierte nicht nur die Reformpläne, sondern auch die Finanzmärkte reagierten, anders als von Truss erwartet, ausgesprochen negativ. Nach der Ankündigung verlor einerseits das Pfund Sterling deutlich an Wert, andererseits fielen die Kurse auf britische Staatsanleihen, was zu einem Renditeanstieg führte und das Pensionsfondsystem des Landes beinahe zum Kollaps brachte. Die Bank of England konnte dies nur durch ein Notfallprogramm in Form von Anleihekäufen über insgesamt 65 Milliarden Pfund abwenden und den Anleihemarkt so beruhigen. Zudem drohte aufgrund der Pläne ein Zerwürfnis mit einigen Abgeordneten der Tory-Partei und es war absehbar, dass die Pläne nicht das Unterhaus passieren würden; Schatzkanzler Kwasi Kwarteng widerrief im Folgemonat die Pläne zur Senkung des Spitzensteuersatzes von 45 Prozent für Topverdiener. Truss entließ ihren Verbündeten Kwarteng im Oktober 2022 und ersetzte ihn durch Jeremy Hunt. Sie erklärte, auch die geplante Senkung des Unternehmenssteuersatzes wieder streichen zu wollen. Aufgrund der umstrittenen Steuerreformpläne sanken die Umfragewerte der Tories auf ein historisches Tief. Im Oktober 2022 führte die Labour-Partei in Umfragen mit knapp 30 Prozentpunkten vor den Tories. In einer Umfrage des Meinungsforschungsinstituts YouGov bewerteten 80 Prozent der Befragten ihre Regierungsarbeit als negativ, während sich 10 % mit ihrer Regierungsarbeit zufrieden zeigten.
Am 19. Oktober 2022 trat Innenministerin Suella Braverman zurück. Sie begründete ihren Rücktritt mit einem persönlichen Fehler und sagte, sie habe „ernsthafte Bedenken“ bezüglich des Kurses von Premierministerin Truss. Diese ernannte noch am selben Tag den früheren Verkehrsminister Grant Shapps zum neuen Innenminister.
Truss kündigte am 20. Oktober 2022 nach 45 Tagen im Amt ihren Rücktritt als Premierministerin an. Sie blieb bis zur Vereidigung ihres Nachfolgers Rishi Sunak am 25. Oktober 2022 kommissarisch im Amt.

### Nach ihrer Amtszeit
Truss nahm Mitte Februar 2024 in Washington an einer von Trump-Anhängern dominierten CPAC-Konferenz teil. Sie behauptete dort bei einer Rede, ihr Scheitern als Premierministerin sei von mächtigen und halb versteckten Institutionen gezielt verursacht worden. Es gebe im UK einen tiefen Staat (deep state) von Bürokraten und halbamtlichen Regierungsbehörden, darunter auch die Bank of England, der heimlich gegen die Interessen des Landes agiere. David Camerons einstiger Außenminister William Hague nannte ihre Reden „ebenso wahnhaft wie komisch“ und appellierte an die Abgeordneten der Tory-Partei, ihre Verschwörungstheorien zu entlarven.
Im Frühjahr 2024 veröffentlichte Truss ihr Buch Ten Years to Save the West, in dem sie erneut beklagte, ihre Arbeit als Regierungschefin sei von unterschiedlichster Seite sabotiert worden: Nicht sie, sondern Verräter sowohl in der eigenen Partei (darunter ihr Nachfolger) als auch im britischen Beamtenapparat seien verantwortlich für ihr Scheitern gewesen, ferner „radikale Linke“ ebenso wie der US-Präsident Joe Biden. Truss beklagte, zu wenige Fachleute seien bereit gewesen, ihr Wirtschaftsprogramm zu unterstützen.
Bei der Parlamentswahl 2024 verlor Truss ihr Mandat im Wahlkreis South West Norfolk an Terry Jermy von der Labour Party.

### Bewertung ihrer Amtszeit
Die Kürze von Liz Truss’ Amtszeit als Premierministerin und das chaotische Ende sorgten bei politischen Beobachtern und in den Medien für ein fast einhellig negatives Echo. Teils wurde Truss als schlechteste und unfähigste Person im Amt des britischen Premierministers überhaupt charakterisiert. Sie habe Großbritannien international lächerlich gemacht. Der Times-Kommentator Matthew Parris meinte sogar, sie habe in ihrem politischen Leben niemals etwas Wichtiges, Interessantes oder Durchdachtes gesagt, ihr Sturz sei deshalb nicht unerwartet erfolgt. Der Historiker Dominic Sandbrook, Autor mehrerer Bücher über die Geschichte Großbritanniens nach dem Zweiten Weltkrieg, urteilte, sie sei die am wenigsten eindrucksvolle Person, die jemals Premierminister geworden sei; das Tory-Äquivalent für Jeremy Corbyn bei der Labour-Partei – also offenkundig untauglich für das Amt und nur gewählt worden, weil die Vorurteile der Parteimitglieder bedient wurden.
Scharfe Kritik kam auch aus den eigenen Reihen: Nach chaotischen Szenen bei einer Abstimmung im Unterhaus am 19. Oktober 2022 äußerte sich der langjährige konservative Abgeordnete Sir Charles Walker in einem vielbeachteten Interview bei der BBC ungewöhnlich offen über die eigene Regierung. Er sprach von einer „absoluten Schande“. Dazu klagte er im Namen der Hinterbänkler „talentlose Personen“ aus der eigenen Partei an, die sich über das nationale Interesse hinweggesetzt und Truss gewählt hätten, um selbst einen Kabinettsposten zu ergattern. Diese hätten der konservativen Partei einen immensen Schaden zugefügt.
Am 29. Dezember 2023, mehr als ein Jahr nach ihrem Rücktritt, machte Truss ihre Resignation Honours List, d. h. die Liste der von ihr bei Amtsaustritt als Premierministerin vergebenen Ehrungen, öffentlich. Diese rief zum Teil erhebliche Kritik hervor, weil sich zeigte, dass es sich bei den elf geehrten Personen vor allem um Truss’ enge politische Freunde und Unterstützer handelte. Zu diesen zählten der wichtige Geldgeber der konservativen Partei, Jon Moynihan, der Truss’ Wahlkampagne mit 50.000 £ unterstützt hatte, und der ehemalige Vote-Leave-Vorsitzende Matthew Elliott, außerdem die konservativen Abgeordneten Alec Shelbrooke und Jackie Doyle-Price, die von Truss für Sitze im Oberhaus nominiert wurden. Die Kritiker der Nominierungen riefen Premierminister Rishi Sunak auf, diese zu blockieren: Ehrungen sollten denen zugutekommen, die sich um öffentliche Belange verdient gemacht hätten, und nicht „Belohnungen für das Scheitern der Konservativen“ sein. Das Büro des Premierministers wies die Kritik als unberechtigt zurück.

### Trivia
Die britische Boulevardzeitung Daily Star begann am 14. Oktober 2022 einen Livestream mit dem Titel “LIVE: Can Liz Truss outlast a lettuce?” (Deutsch: „LIVE: Kann Liz Truss einen Salat überleben?“), in dem neben ihrem Konterfei ein Eisbergsalat gezeigt wurde. Hintergrund war ein Artikel im The Economist, in dem der Chefredakteur Andrew Palmer Liz Truss konstatierte, sie hätte nach gerade mal sieben Tagen im Amt wirtschaftliche und politische Turbulenzen verursacht und verglich diese Zeitspanne mit der Haltbarkeit eines Salats. Der Artikel bekam den Titel „Iceberg Lady“ als Pendant zum Spitznamen der ehemaligen britischen Premierministerin Margaret Thatcher „Iron Lady“. Nachdem Liz Truss am 20. Oktober ihren Rücktritt bekannt gab, wurde verkündet: Der Eisbergsalat überdauerte Liz Truss.

## Politische Positionen

### Wirtschafts- und Außenpolitik

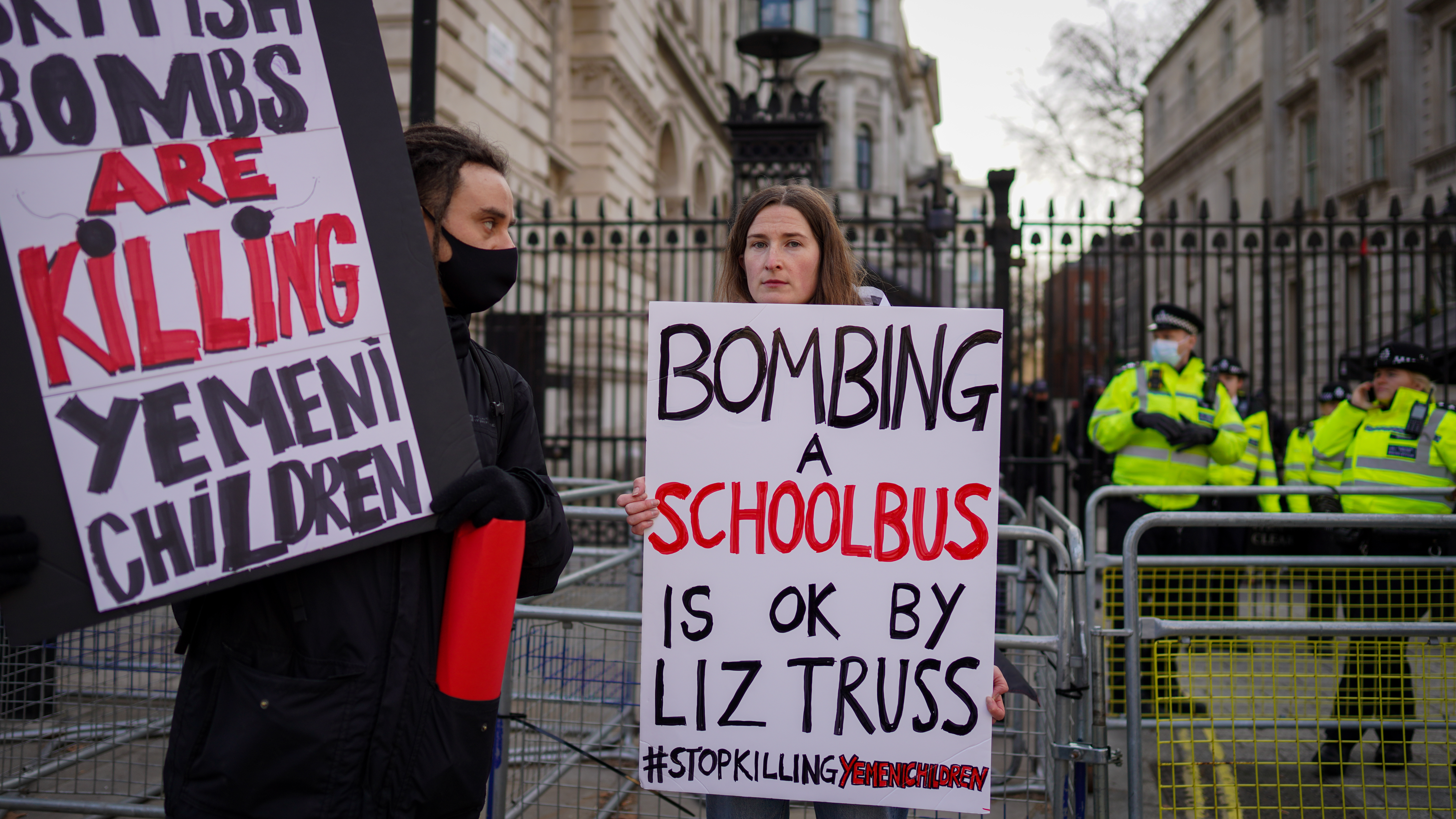
Demonstranten vor der Downing Street, die auf die Zusammenarbeit des Vereinigten Königreichs mit Saudi-Arabien während der saudischen Bombardierung des Jemen hinweisen.

Truss vertritt dezidiert wirtschaftsliberale Ansichten und unterstützt den kapitalistischen Freihandel. Zur Bezeichnung ihres wirtschaftspolitischen Ansatzes, den sie zusammen mit Kwasi Kwarteng, Priti Patel, Dominic Raab und Chris Skidmore 2012 in dem Buch Britannia Unchained skizziert hatte, wurde der Begriff „Trussonomics“ geprägt. Sie gründete die Free Enterprise Group of Conservative MPs, einen Zusammenschluss von Parlamentariern, die sich für eine Liberalisierung der Wirtschaft und weniger Arbeitsgesetze einsetzen.
Gegenüber China und Russland nimmt sie eine kritische Haltung ein und forderte, dass Großbritannien seine wirtschaftliche Abhängigkeit von beiden Ländern verringert. Als Reaktion auf die Behandlung der Uiguren durch die chinesische Regierung unterstützte sie diplomatische und wirtschaftliche Sanktionen, die die britische Regierung gegen China verhängte, darunter das Verbot für den chinesischen Botschafter in London, Zheng Zeguang, das Parlament zu betreten. Andererseits erklärte sie, dass sie als Premierministerin nicht nach Taiwan reisen werde. Im Jahr 2022 bezeichnete sie Saudi-Arabien als „Verbündeten“, erklärte aber, dass sie die Politik des Landes nicht gutheiße. Sie bezeichnete die Türkei als wichtigen europäischen NATO-Verbündeten und forderte eine Vertiefung der Zusammenarbeit zwischen dem Vereinigten Königreich und der Türkei in den Bereichen Energie, Verteidigung und Sicherheit. Sie sprach sich für eine friedliche und dauerhafte Lösung des Zypernkonflikts aus.

### Brexit
Während des Referendums 2016 unterstützte Truss den Verbleib des Vereinigten Königreichs in der Europäischen Union mit den Worten: „Ich möchte nicht, dass meine Töchter in einer Welt aufwachsen, in der sie ein Visum oder eine Genehmigung brauchen, um in Europa zu arbeiten, oder in der sie durch erpresserische Gesprächskosten und Handelsbarrieren daran gehindert werden, ein Unternehmen aufzubauen. Alle Eltern wollen, dass ihre Kinder in einer gesunden Umwelt mit sauberem Wasser, frischer Luft und blühenden Naturwundern aufwachsen. Die Zugehörigkeit zur EU trägt dazu bei, diese wertvollen Ressourcen und Räume zu schützen.“ Im Jahr 2017 sagte sie jedoch, dass sie im Falle eines weiteren Referendums für den Brexit stimmen würde: „Ich habe geglaubt, dass es massive wirtschaftliche Probleme geben würde, aber diese sind nicht eingetreten, und ich habe nun die Chancen gesehen.“

### US-Präsidentschaftswahl 2024
Im Vorfeld der US-Präsidentschaftswahl 2024 sprach Truss ihre Unterstützung für Donald Trump aus.

### Sonstiges
Im Mai 2025 trat Liz Truss auf der CPAC-Konferenz in Budapest auf und kritisierte die deutsche Bundesregierung für die Beobachtung der AfD durch den Verfassungsschutz.

## Persönliches
Truss ist seit 2000 mit Hugh O’Leary (* 1975) verheiratet. Das Paar hat zwei Töchter. Zu ihrer religiösen Einstellung befragt, äußerte sie im Jahr 2022, dass sie sich zu den christlichen Werten und denen der Church of England bekenne, aber keine regelmäßige Kirchgängerin sei.

## Bibliographie
- The Value of Mathematics. Juni 2008.
- A New Level. Juni 2009.
- Academic rigour and social mobility: how low income students are being kept out of top jobs. März 2011.
- A decade of gains—learning lessons from Germany. Februar 2012.
- Affordable quality: new approaches to childcare. Mai 2012.
- After the Coalition. 2011.
- Britannia Unchained. 2012.
- Ten Years to Save the West. April 2024.